# Бор (Кувшиновский район)
Бор (Бор) — деревня в Кувшиновском районе Тверской области России. Входит в Тысяцкое сельское поселение.

## География

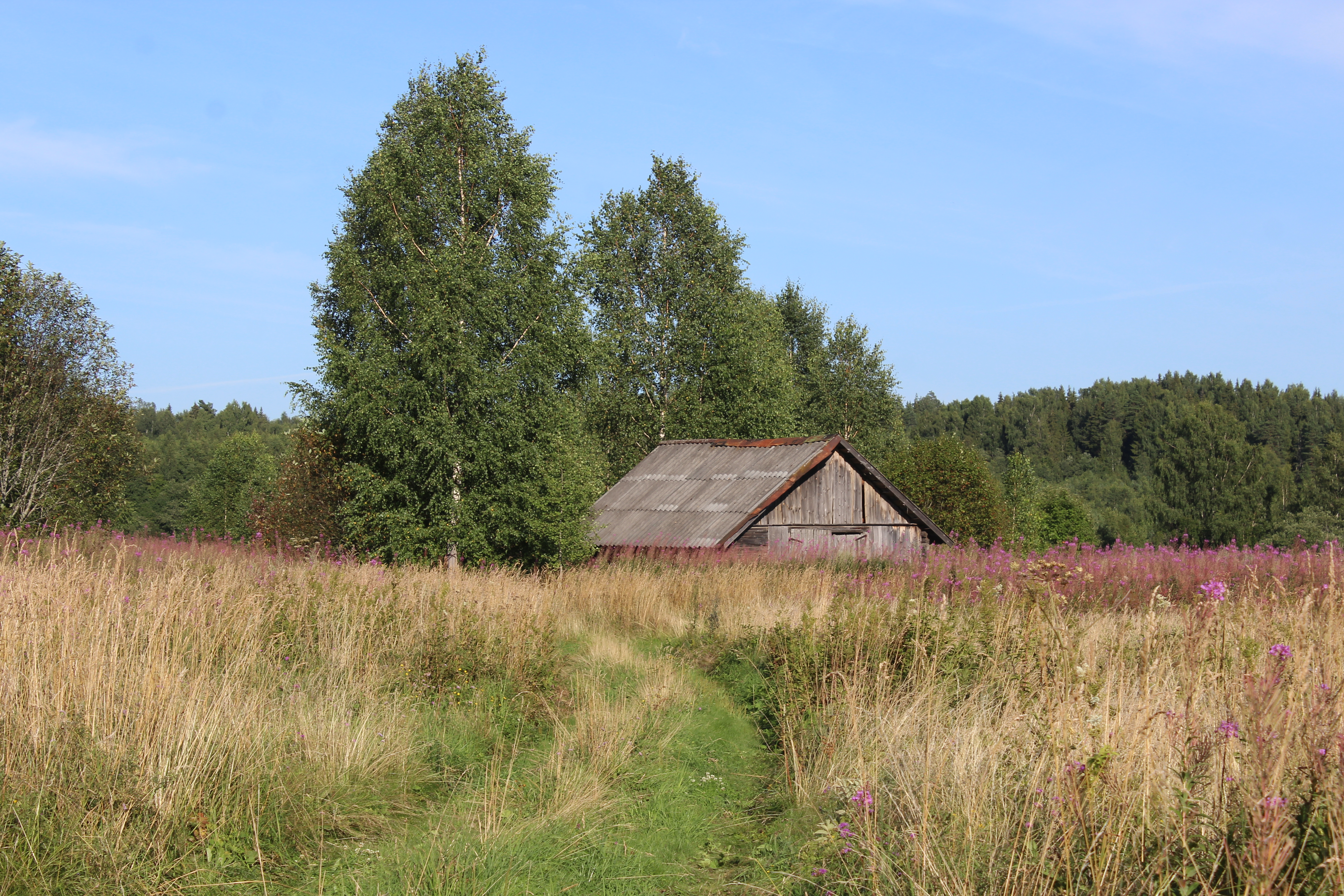
Сарай в деревне Бор. Кувшиновский район. Тверская область.

Находится у реки Поведь, вблизи села Борзыни и деревень Шашково и Петрово.

## История

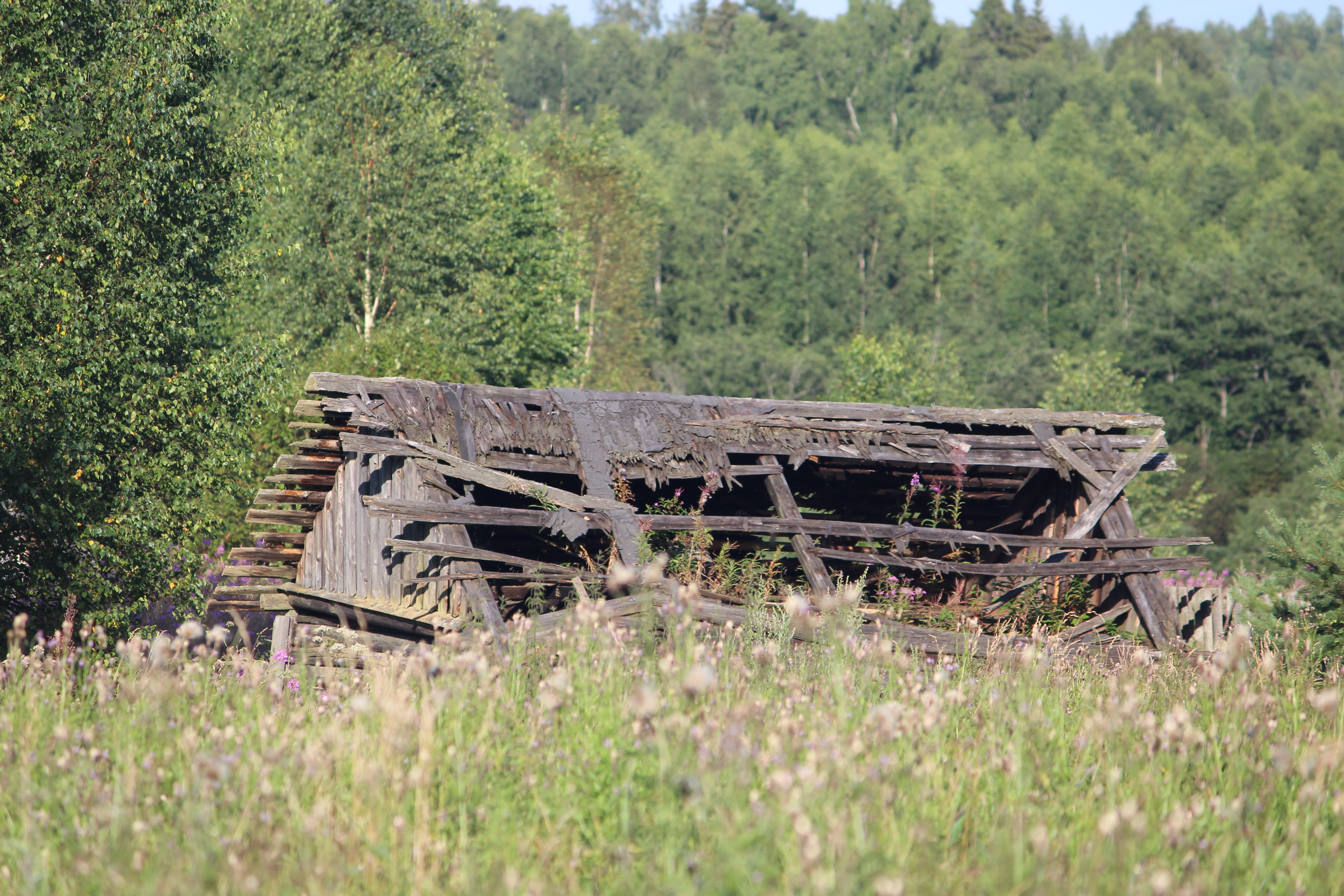
Разрушенная крыша сарая в деревне Бор. Кувшиновский район. Тверская область.

В деревне находится бывший дом лесопромышленника Александра Сергеевича Козлова, который он построил в 1890 году рядом с домом на реке Поведь.
Для нужд лесопилки он оборудовал мельницу и плотину, остатки которой можно найти и сейчас.
До 2005 года деревня входила в состав Борзынского сельского округа, с 2005 по 2015 годы — в Борзынское сельское поселение.
Согласно Закону Тверской области от 17 декабря 2015 года № 119-ЗО, после объединения Тысяцкого, Большекузнечковского, Борзынского и Пеньского сельских поселений деревня входит в Тысяцкое сельское поселение.

## Население
| 2008 | 2010 |
| ---- | ---- |
| 21   | ↘19  |

## Инфраструктура
Личное подсобное хозяйство. Почтовое отделение, расположенное в село Борзыни, обслуживает в деревне 29 домов.

## Транспорт
Просёлочная дорога.